# دهستان الوا
دهستان الوا (به لاتین: Elva Parish) یک منطقهٔ مسکونی در استونی است که در شهرستان تارتو واقع شده‌است. دهستان الوا ۶۵۰ کیلومتر مربع مساحت و ۱۴٬۴۹۴ نفر جمعیت دارد.